# Жозеф Бом
Жозеф Бом (фр. Joseph Beaume; 24 вересня 1796, Марсель — 11 вересня 1885, Париж) — французький художник.

## Біографія
Жозеф Бом був улюбленим учнем Антуана-Жана Гро, і дебютував у Паризькому салоні 1819 з біблійної сцени «Неффалім і Рахіль». З того часу він брав участь у всіх офіційних виставках, які проходили в Парижі, за винятком виставок 1835, 1842, 1848 та 1849 років. 1824 року йому було присуджено медаль 2-го ступеня, а 1827 року вже медаль 1-го ступеня.
За часів короля Луї-Філіппа I йому було доручено намалювати кілька великих батальних полотен для Версаля. Його картина «Генріх III на смертному одрі» виставлялася в Люксембурзі в 1903.
30 квітня 1836 року Бом став лицарем ордена Почесного легіону.
Помер 11 вересня 1885 і був похований у Парижі на цвинтарі Пер-Лашез (59-й квартал).